# ان‌بی‌ای
اتحادیهٔ ملی بسکتبال (در انگلیسی: National Basketball Association) یا ان‌بی‌ای (NBA)، لیگ حرفه‌ای بسکتبال بزرگسالان آمریکا و معتبرترین لیگ بسکتبال در جهان است. این لیگ در شهر نیویورک در تاریخ ۶ ژوئن ۱۹۴۶ به عنوان انجمن بسکتبال آمریکا (BAA) تأسیس شد؛ تا اینکه در تاریخ ۳ اوت ۱۹۴۹، پس از ادغام با لیگ بسکتبال ملی (NBL)، نام اتحادیهٔ ملی بسکتبال را به خود گرفت. 
این لیگ در دو کنفرانس (همایش) شرق و غرب برگزار می‌شود. ان‌بی‌ای در حال حاضر با شرکت ۲۹ تیم از آمریکا و یک تیم از کانادا برگزار می‌شود.

## تاریخچه

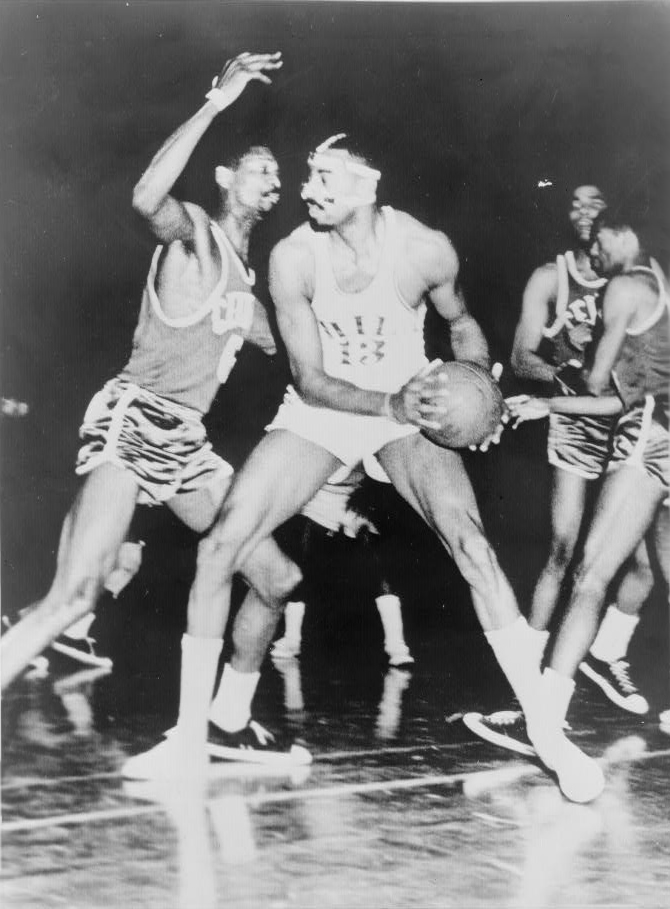
شکست تاریخی نیویورک نیکس از فیلادلفیا در دوم مارس سال ۱۹۶۲. ویلت چیمبرلین در این بازی به تنهایی ۱۰۰ امتیاز به ثمر رسانید

تا سال ۱۹۴۶، بسکتبال یک ورزش دانشگاهی بود اما یک روز خبرنگار روزنامه نیویورک به صاحبان تیم‌های لیگ هاکی روی یخ پیشنهادی در جهت رشد ورزش بسکتبال داد؛ در آن زمان که تیم‌های هاکی روی یخ اوضاع مالی مناسبی نداشتند، برای درآمدزایی تیم‌هایشان پیشنهاد وی را برای برگزاری لیگ بسکتبال قبول کردند و در جلسه‌ای با تنظیم قوانین و مقررات، تعداد تیم‌ها، مسائل مربوطه و انتخاب نام انجمن بسکتبال آمریکا (BAA)، این لیگ را تأسیس کردند.

## تیم‌ها
| کنفرانس     | منطقه       | تیم                   | موقعیت           | سالن                     | ظرفیت  | مختصات                                                          | افتتاح | عضویت |
| ----------- | ----------- | --------------------- | ---------------- | ------------------------ | ------ | --------------------------------------------------------------- | ------ | ----- |
| کنفرانس شرق | Atlantic    | بوستون سلتیکس         | بوستون           | تی‌دی گاردن               | 19,156 | ۴۲°۲۱′۵۹″شمالی ۷۱°۰۳′۴۴″غربی / ۴۲٫۳۶۶۳۰۳°شمالی ۷۱٫۰۶۲۲۲۸°غربی   | ۱۹۴۶   | ۱۹۴۶  |
| کنفرانس شرق | Atlantic    | بروکلین نتس           | نیویورک          | بارکلیز سنتر             | 17,732 | ۴۰°۴۰′۵۸″شمالی ۷۳°۵۸′۲۹″غربی / ۴۰٫۶۸۲۶۵°شمالی ۷۳٫۹۷۴۶۸۹°غربی    | 1967*  | 1976  |
| کنفرانس شرق | Atlantic    | نیویورک نیکس          | نیویورک          | مدیسون اسکوئر گاردن      | 19,812 | ۴۰°۴۵′۰۲″شمالی ۷۳°۵۹′۳۷″غربی / ۴۰٫۷۵۰۵۵۶°شمالی ۷۳٫۹۹۳۶۱۱°غربی   | ۱۹۴۶   | ۱۹۴۶  |
| کنفرانس شرق | Atlantic    | فیلادلفیا سونتی‌سیکسرز | فیلادلفیا        | ولز فارگو سنتر           | 20,478 | ۳۹°۵۴′۰۴″شمالی ۷۵°۱۰′۱۹″غربی / ۳۹٫۹۰۱۱۱۱°شمالی ۷۵٫۱۷۱۹۴۴°غربی   | 1946*  | 1949  |
| کنفرانس شرق | Atlantic    | تورنتو رپترز          | تورنتو           | ایر کانادا سنتر          | 19,800 | ۴۳°۳۸′۳۶″شمالی ۷۹°۲۲′۴۵″غربی / ۴۳٫۶۴۳۳۳۳°شمالی ۷۹٫۳۷۹۱۶۷°غربی   | ۱۹۹۵   | ۱۹۹۵  |
| کنفرانس شرق | Central     | شیکاگو بولز           | شیکاگو           | یونایتد سنتر             | 20,917 | ۴۱°۵۲′۵۰″شمالی ۸۷°۴۰′۲۷″غربی / ۴۱٫۸۸۰۵۵۶°شمالی ۸۷٫۶۷۴۱۶۷°غربی   | ۱۹۶۶   | ۱۹۶۶  |
| کنفرانس شرق | Central     | کلیولند کاوالیرز      | کلیولند          | راکت مورگج فیلدهاوس      | 19,432 | ۴۱°۲۹′۴۷″شمالی ۸۱°۴۱′۱۷″غربی / ۴۱٫۴۹۶۳۸۹°شمالی ۸۱٫۶۸۸۰۵۶°غربی   | ۱۹۷۰   | ۱۹۷۰  |
| کنفرانس شرق | Central     | دیترویت پیستونز       | دیترویت          | لیتل سیزرز آرنا          | 20,332 | ۴۲°۲۰′۲۸″شمالی ۸۳°۰۳′۱۸″غربی / ۴۲٫۳۴۱۱۱۱°شمالی ۸۳٫۰۵۵°غربی      | 1937*  | 1948  |
| کنفرانس شرق | Central     | ایندیانا پیسرز        | ایندیاناپلیس     | بنکرز لایف فیلدهاوس      | 17,923 | ۳۹°۴۵′۵۰″شمالی ۸۶°۰۹′۲۰″غربی / ۳۹٫۷۶۳۸۸۹°شمالی ۸۶٫۱۵۵۵۵۶°غربی   | 1967   | 1976  |
| کنفرانس شرق | Central     | میلواکی باکس          | میلواکی          | فایسرو فورام             | 17,341 | ۴۳°۰۲′۳۷″شمالی ۸۷°۵۵′۰۱″غربی / ۴۳٫۰۴۳۶۱۱°شمالی ۸۷٫۹۱۶۹۴۴°غربی   | ۱۹۶۸   | ۱۹۶۸  |
| کنفرانس شرق | Southeast   | آتلانتا هاوکس         | آتلانتا          | فیلیپس آرنا              | 16,600 | ۳۳°۴۵′۲۶″شمالی ۸۴°۲۳′۴۷″غربی / ۳۳٫۷۵۷۲۲۲°شمالی ۸۴٫۳۹۶۳۸۹°غربی   | 1946*  | 1949  |
| کنفرانس شرق | Southeast   | شارلوت هورنتس         | شارلوت           | تایم وارنر کیبل آرینا    | 19,077 | ۳۵°۱۳′۳۰″شمالی ۸۰°۵۰′۲۱″غربی / ۳۵٫۲۲۵°شمالی ۸۰٫۸۳۹۱۶۷°غربی      | ۱۹۸۸*  | ۱۹۸۸* |
| کنفرانس شرق | Southeast   | میامی هیت             | میامی            | امریکن ایرلاینز آرینا    | 19,600 | ۲۵°۴۶′۵۳″شمالی ۸۰°۱۱′۱۷″غربی / ۲۵٫۷۸۱۳۸۹°شمالی ۸۰٫۱۸۸۰۵۶°غربی   | ۱۹۸۸   | ۱۹۸۸  |
| کنفرانس شرق | Southeast   | اورلندو مجیک          | اورلاندو         | ام‌وی سنتر                | 18,846 | ۲۸°۳۲′۲۱″شمالی ۸۱°۲۳′۰۱″غربی / ۲۸٫۵۳۹۱۶۷°شمالی ۸۱٫۳۸۳۶۱۱°غربی   | ۱۹۸۹   | ۱۹۸۹  |
| کنفرانس شرق | Southeast   | واشینگتن ویزاردز      | واشینگتن، دی.سی. | کپیتال وان آرنا          | 20,356 | ۳۸°۵۳′۵۳″شمالی ۷۷°۰۱′۱۵″غربی / ۳۸٫۸۹۸۰۵۶°شمالی ۷۷٫۰۲۰۸۳۳°غربی   | ۱۹۶۱*  | ۱۹۶۱* |
| کنفرانس غرب | Northwest   | دنور ناگتس            | دنور             | پپسی سنتر                | 19,520 | ۳۹°۴۴′۵۵″شمالی ۱۰۵°۰۰′۲۷″غربی / ۳۹٫۷۴۸۶۱۱°شمالی ۱۰۵٫۰۰۷۵°غربی   | 1967   | 1976  |
| کنفرانس غرب | Northwest   | مینه‌سوتا تیمبرولوز    | مینیاپولیس       | تارگت سنتر               | 18,798 | ۴۴°۵۸′۴۶″شمالی ۹۳°۱۶′۳۴″غربی / ۴۴٫۹۷۹۴۴۴°شمالی ۹۳٫۲۷۶۱۱۱°غربی   | ۱۹۸۹   | ۱۹۸۹  |
| کنفرانس غرب | Northwest   | اکلاهما سیتی تاندر    | اکلاهما سیتی     | چسپیک انرژی آرنا         | 18,203 | ۳۵°۲۷′۴۸″شمالی ۹۷°۳۰′۵۴″غربی / ۳۵٫۴۶۳۳۳۳°شمالی ۹۷٫۵۱۵°غربی      | ۱۹۶۷*  | ۱۹۶۷* |
| کنفرانس غرب | Northwest   | پورتلند تریل بلیزرز   | پورتلند          | مودا سنتر                | 19,393 | ۴۵°۳۱′۵۴″شمالی ۱۲۲°۴۰′۰۰″غربی / ۴۵٫۵۳۱۶۶۷°شمالی ۱۲۲٫۶۶۶۶۶۷°غربی | ۱۹۷۰   | ۱۹۷۰  |
| کنفرانس غرب | Northwest   | یوتا جاز              | سالت لیک سیتی    | ویوینت اسمارت هوم آرنا   | 18,306 | ۴۰°۴۶′۰۶″شمالی ۱۱۱°۵۴′۰۴″غربی / ۴۰٫۷۶۸۳۳۳°شمالی ۱۱۱٫۹۰۱۱۱۱°غربی | ۱۹۷۴*  | ۱۹۷۴* |
| کنفرانس غرب | بخش پاسیفیک | گلدن استیت واریرز     | سان فرانسیسکو    | چیس سنتر                 | 18,064 | ۳۷°۴۶′۰۵″شمالی ۱۲۲°۲۳′۱۵″غربی / ۳۷٫۷۶۸۰۵۶°شمالی ۱۲۲٫۳۸۷۵°غربی   | ۱۹۴۶*  | ۱۹۴۶* |
| کنفرانس غرب | بخش پاسیفیک | لس آنجلس کلیپرز       | لس آنجلس         | استیپلز سنتر             | 19,079 | ۳۴°۰۲′۳۵″شمالی ۱۱۸°۱۶′۰۲″غربی / ۳۴٫۰۴۳۰۵۶°شمالی ۱۱۸٫۲۶۷۲۲۲°غربی | ۱۹۷۰*  | ۱۹۷۰* |
| کنفرانس غرب | بخش پاسیفیک | لس آنجلس لیکرز        | لس آنجلس         | استیپلز سنتر             | 19,079 | ۳۴°۰۲′۳۵″شمالی ۱۱۸°۱۶′۰۲″غربی / ۳۴٫۰۴۳۰۵۶°شمالی ۱۱۸٫۲۶۷۲۲۲°غربی | 1947*  | 1948  |
| کنفرانس غرب | بخش پاسیفیک | فینیکس سانز           | فینیکس           | تاکینگ استیک ریزورت آرنا | 16,645 | ۳۳°۲۶′۴۵″شمالی ۱۱۲°۰۴′۱۷″غربی / ۳۳٫۴۴۵۸۳۳°شمالی ۱۱۲٫۰۷۱۳۸۹°غربی | ۱۹۶۸   | ۱۹۶۸  |
| کنفرانس غرب | بخش پاسیفیک | ساکرامنتو کینگز       | ساکرامنتو        | گلدن ۱ سنتر              | 17,608 | ۳۸°۳۸′۵۷″شمالی ۱۲۱°۳۱′۰۵″غربی / ۳۸٫۶۴۹۱۶۷°شمالی ۱۲۱٫۵۱۸۰۵۶°غربی | 1923*  | 1948  |
| کنفرانس غرب | Southwest   | دالاس ماوریکس         | دالاس            | امریکن ایرلاینز سنتر     | 19,200 | ۳۲°۴۷′۲۶″شمالی ۹۶°۴۸′۳۷″غربی / ۳۲٫۷۹۰۵۵۶°شمالی ۹۶٫۸۱۰۲۷۸°غربی   | ۱۹۸۰   | ۱۹۸۰  |
| کنفرانس غرب | Southwest   | هیوستون راکتس         | هیوستون          | تویوتا سنتر              | 18,055 | ۲۹°۴۵′۰۳″شمالی ۹۵°۲۱′۴۴″غربی / ۲۹٫۷۵۰۸۳۳°شمالی ۹۵٫۳۶۲۲۲۲°غربی   | ۱۹۶۷*  | ۱۹۶۷* |
| کنفرانس غرب | Southwest   | ممفیس گریزلیز         | ممفیس            | فدکس فروم                | 18,119 | ۳۵°۰۸′۱۸″شمالی ۹۰°۰۳′۰۲″غربی / ۳۵٫۱۳۸۳۳۳°شمالی ۹۰٫۰۵۰۵۵۶°غربی   | ۱۹۹۵*  | ۱۹۹۵* |
| کنفرانس غرب | Southwest   | نیو اورلینز پلیکانز   | نیواورلئان       | سنتر کینگ اسموتی         | 16,867 | ۲۹°۵۶′۵۶″شمالی ۹۰°۰۴′۵۵″غربی / ۲۹٫۹۴۸۸۸۹°شمالی ۹۰٫۰۸۱۹۴۴°غربی   | ۲۰۰۲*  | ۲۰۰۲* |
| کنفرانس غرب | Southwest   | سن آنتونیو اسپرز      | سن آنتونیو       | ای‌تی‌اندتی سنتر           | 18,418 | ۲۹°۲۵′۳۷″شمالی ۹۸°۲۶′۱۵″غربی / ۲۹٫۴۲۶۹۴۴°شمالی ۹۸٫۴۳۷۵°غربی     | 1967*  | 1976  |

Notes:
- An asterisk (*) denotes a franchise move. See the respective team articles for more information.
- The دیترویت پیستونز، لس آنجلس لیکرز and ساکرامنتو کینگز all joined the NBA (BAA) in 1948 from the NBL.
- The فیلادلفیا سونتی‌سیکسرز and آتلانتا هاوکس joined the NBA in 1949 as part of the BAA-NBL absorption.
- The Indiana Pacers, بروکلین نتس،  San Antonio Spurs, and Denver Nuggets all joined the NBA in 1976 as part of the ABA–NBA merger.
- The شارلوت هورنتس are regarded as a continuation of the original Charlotte franchise, which suspended operations in 2002 and rejoined the league in 2004. They were known as the Bobcats from 2004 to 2014. The New Orleans Pelicans are regarded as being established as an expansion team in 2002, originally known as the New Orleans Hornets until 2013.

## چگونگی برگزاری مسابقات
ابتدا هر تیم با ۴ تیم دیگر منطقه خود ۴ بازی و سپس ۴ بازی با ۶ تیم دیگر از کنفرانس خود انجام می‌دهد و سپس ۳ بازی با ۴ تیم باقی مانده کنفرانس انجام می‌دهد (در مجموع ۵۲ بازی). پس از انجام مسابقات با تمام تیم‌های کنفرانس، هر تیم با تمامی تیم‌های کنفرانس دیگر ۲ بازی انجام می‌دهد (۳۰ بازی). با انجام کامل این ۸۲ بازی در هر کنفرانس از ۱۵ تیم موجود ۸ تیم وارد مرحله پلی آف شده تا برای قهرمانی رقابت کنند. نحوه تعیین تیم‌ها هم به این صورت است که تیم اول کنفرانس با تیم هشتم، تیم دوم با تیم هفتم و … مسابقه می‌دهد و در کنفرانس مقابل نیز همین ساختار انجام می‌شود. نحوه صعود در مرحله پلی آف به این صورت است که بین دو تیم اولین تیمی که به ۴ برد برسد به مرحله بعدی صعود می‌کند و در نهایت قهرمانان هر کنفرانس مشخص شده و آنها نیز به همین صورت (۴ برد از ۷ بازی) با همدیگر مسابقه می‌دهند تا قهرمان ان‌بی‌ای مشخص شود.

## بازیکنان حرفه‌ای
برخلاف لیگ ان‌سی‌ای‌ای این لیگ تمام حرفه‌ای است. هر ساله ۶۰ بازیکن جدید در مراسم قرعه‌کشی مخصوصی با عنوان درفت ان‌بی‌ای در نیویورک توسط پایین‌ترین تیم‌های فصل گذشته انتخاب می‌شوند.
بازیکنانی که نامشان را برای حضور در قرعه‌کشی هر ساله ارسال می‌کنند اغلب بازیکنان لیگ‌های خارجی یا بازیکنان برتر لیگ ان‌سی‌ای‌ای هستند و گاهی به‌طور مستقیم از دبیرستان به ان‌بی‌ای می‌پیوندند. (مانند لبران جیمز).

### بازیکنان خارجی

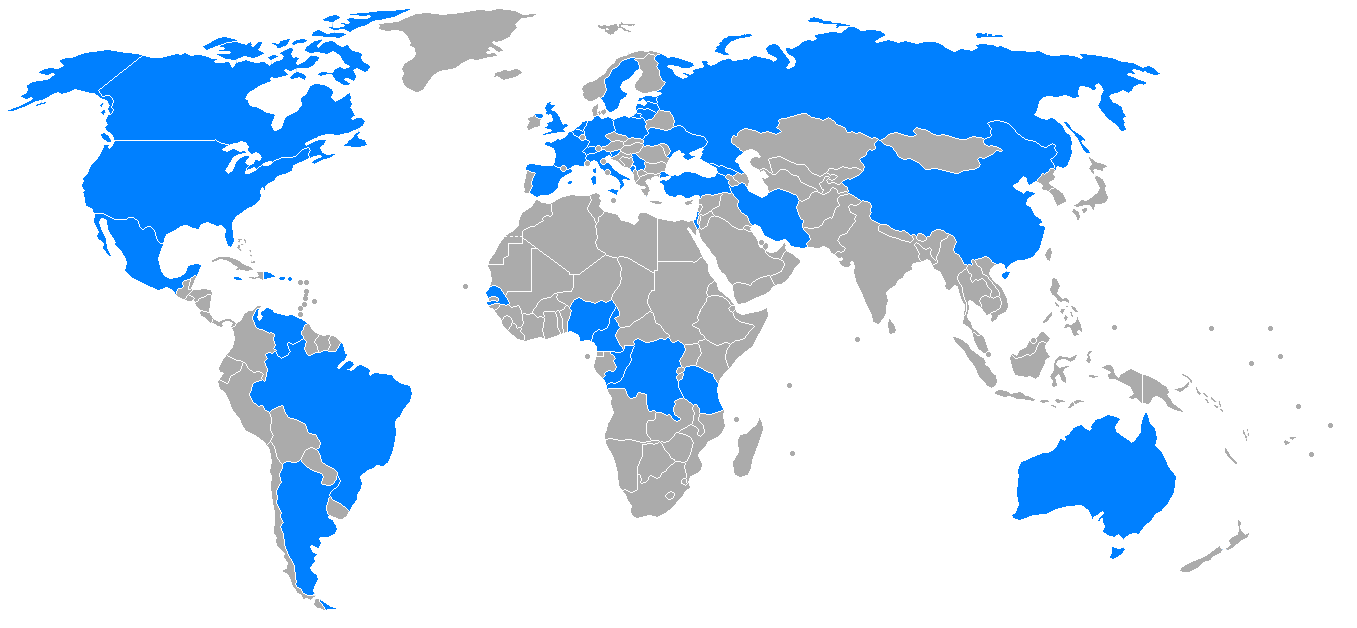
کشورهایی که تا سال ۲۰۰۷ در لیگ ان‌بی‌ای بازیکن داشته‌اند.

لیگ ان بی ای در جذب بازیکنان برتر لیگ‌های خارجی تاکنون بسیار موفق بوده‌است. امروزه به‌طور میانگین در هر تیم در ان بی ای می‌توان تعدادی بازیکن خارجی دید.
از ایران حامد حدادی و ارسلان کاظمی در لیگ ان بی ای حضور داشته‌اند. حامد حدادی برای تیم ممفیس گریزلیز و ارسلان کاظمی برای تیم واشینگتن ویزاردز و هیوستون راکتس توپ زد. او همچنین قرار بود در تیم فیلادلفیا سونتی سیکسرز و آتلانتا هاوکس حضور پیدا کند ولی به دلیل عملکرد بهتر سایر بازیکنان از حضور در این تیم‌ها ناکام ماند.
حضور خارجیان در ان‌بی‌ای محدود به بازیکنان نمی‌شود. برای نمونه میخائیل پروکوروف صاحب روسی تیم بروکلین نتس است.
از ستارگان بزرگ خارجی فصل ۲۰۱۰–۲۰۱۱ این لیگ می‌توان درک نویتسکی (آلمان)، پاو گاسول (اسپانیا)، آندریا بارنیانی (ایتالیا)، تونی پارکر (فرانسه)، مانو جینوبیلی (آرژانتین)، نی‌نی هیلاریو (برزیل)، و استیو نش (کانادا) را نام برد.

### مراسم درفت
تیمهایی که از رسیدن به پلی آف جا می‌مانند در یک قرعه کشی شرکت داده می‌شوند. برنده قرعه کشی حق اولین انتخاب را دارد. برندهٔ دوم قرعه کشی حق انتخاب دوم را دارد و همین‌طور الی آخر.
ان‌بی‌ای از سیستم احتمالات توزیع وزنی استفاده می‌کند، بنابراین همه چهارده تیم (هفت + هفت) شانس یکسان برای برنده شدن ندارند. در نتیجه هر تیم با بدترین عملکرد در فصل گذشته شانس بیشتری برای برنده شدن دارد.
با مشخص شدن برندگان و ترتیب آن‌ها در قرعه کشی، هر تیم از میان بازیکنان تازه‌وارد (بازیکنان لیگ‌های خارجی یا بازیکنان لیگ ان.سی.آ. آ دانشگاه‌ها) بازیکنان جدیدی برای خود انتخاب می‌کند. با این روش بهترین بازیکنان تازه‌وارد به بدترین تیم‌های لیگ در هر سال می‌رسد تا تیم‌های ته جدول بتوانند خود را در فصل‌های آتی بالا بکشند.
گاهی تیم‌ها حق انتخابی را که در قرعه کشی برنده شده‌اند در ازای دریافت پول یا بازیکنی خاص، با تیم‌های دیگر معاوضه می‌کنند. برای مثال تیم ایندیانا پیسرز در سال ۲۰۱۱ حق انتخاب پانزدهم خود را به سن آنتونیو اسپرز داد و در ازای آن بازیکن شوتینگ گارد موفق سن آنتونیو (جرج هیل) را دریافت کرد. سن آنتونیو با حق انتخاب پانزدهمی که بدست آورده بود کووای لئونارد (مدافع سرسخت دانشگاه ایالتی سن دیگو) را انتخاب کرد.

## آل-استارز: برترین‌های لیگ
آل استار انجمن ملی بسکتبال یک بازی نمایشی بسکتبال است که هر ماه فوریه توسط انجمن ملی بسکتبال (NBA) برگزار می‌شود. ۲۴ بازیکن ستاره لیگ (۱۲ بازیکن منتخب برتر همایش غرب با ۱۲ بازیکن منتخب همایش شرق) که با رأی عموم در هر فصل انتخاب شده‌اند، در قالب دو تیم رقابت می‌کنند.
این رویداد سه روزه؛ که از جمعه تا یکشنبه ادامه دارد، نخستین بار در باغ بوستون به تاریخ ۲ مارس ۱۹۵۱ انجام شد.

## جوایز
در مسابقات تیمی، جام لری اوبراین هر ساله در پایان مسابقات فصل به تیم برنده لیگ تعلق می‌گیرد.
جایزه باارزش‌ترین بازیکن ان‌بی‌ای نیز جامی جداگانه است که در پایان فصل به برترین بازیکن لیگ اهدا می‌شود.
جوایز دیگر لیگ عبارتند از:
- جایزه باارزش‌ترین بازیکن بازی آل-استار (All-Star MVP)
- جایزه باپیشرفت‌ترین بازیکن سال ان‌بی‌ای (most improved)
- جایزه باارزش‌ترین بازیکن مرحله حذفی بیل راسل ان‌بی‌ای (Bill Russell Finals MVP)
- جایزه مربی سال ان‌بی‌ای
- جایزه بازیکن تازه‌وارد سال ان‌بی‌ای (Rookie)
- جایزه بهترین بازیکن مدافع سال ان‌بی‌ای
- جایزه بازیکن ششم سال ان‌بی‌ای (Sixth Man)
- جایزه مدیر اجرایی سال ان‌بی‌ای
- جایزه مردانگی ان‌بی‌ای (Sportsmanship)
- جایزه شهروندی ج. والتر کندی
- NCAA: جام قهرمانی بسکتبال دسته ی اول مردان ان سی اِی اِی، معروف به جام بسکتبال ان سی ای ای یا جام بسکتبال ان سی دابل اِی که به طور غیر رسمی با عنوان "جنون مارس" و "رقص بزرگ" نیز شناخته می‌شود، نام مسابقات بسکتبالی است که بین دانشگاه های سطح اول ایالات متحده آمریکا در فصل بهار آغاز می‌شود.

## قهرمانان لیگ
| تیم‌ها                                    | قهرمانی | نایب قهرمانی | مجموع | سال‌های برد | سال‌های باخت |
| ---------------------------------------- | ------- | ------------ | ----- | ---------- | ----------- |
| لس آنجلس لیکرز                           | ۱۷      | ۱۵           | ۳۲    |            |             |
| بوستون سلتیکس                            | ۱۸      | ۴            | ۲۲    |            |             |
| گلدن استیت واریرز                        | ۷       | ۴            | ۱۱    |            |             |
| شیکاگو بولز                              | ۶       | ۰            | ۶     |            |             |
| سن آنتونیو اسپرز                         | ۵       | ۱            | ۶     |            |             |
| سیراکیوز نشنالز/فیلادلفیا سونتی سیکسرز   | ۳       | ۶            | ۹     |            |             |
| فورت وین/دیترویت پیستون                  | ۳       | ۴            | ۷     |            |             |
| میامی هیت                                | ۳       | ۳            | ۶     |            |             |
| نیویورک نیکز                             | ۲       | ۶            | ۸     |            |             |
| اکلاهما سیتی تاندر                       | ۲       | ۳            | ۴     |            |             |
| هیوستون راکتز                            | ۲       | ۲            | ۴     |            |             |
| سیتل سوپرسانیکز                          | ۱       | ۳            | ۴     |            |             |
| بالتیمور/واشینگتن بولتز/ واشینگتن ویزارد | ۱       | ۳            | ۴     |            |             |
| سنت لوئیس/آتلانتا هاوکز                  | ۱       | ۳            | ۴     |            |             |
| کلیولند کاوالیرز                         | ۱       | ۳            | ۴     |            |             |
| پورتلند تریل بلیزرز                      | ۱       | ۲            | ۳     |            |             |
| دالاس ماوریکس                            | ۱       | ۱            | ۲     |            |             |
| دنور ناگتس                               | ۱       | ۰            | ۱     |            |             |
| راچستر رویالز/ساکرامنتو کینگز            | ۱       | ۰            | ۱     |            |             |
| بالتیمور بولتز                           | ۱       | ۰            | ۱     |            |             |
| تورنتو رپترز                             | ۱       | ۰            | ۱     |            |             |
| دنور ناگتس                               | ۱       | ۰            | ۱     |            |             |
| نیوجرزی نتس/بروکلین نتس                  | ۰       | ۲            | ۲     |            |             |
| یوتا جز                                  | ۰       | ۲            | ۲     |            |             |
| اورلندو مجیک                             | ۰       | ۲            | ۲     |            |             |
| فینکس سانز                               | ۰       | ۲            | ۲     |            |             |
| ایندیانا پیسرز                           | ۰       | ۲            | ۱     |            |             |
| ممفیس گریزلیز                            | ۰       | ۰            | ۰     |            |             |
| واشینگتن کپیتلز                          | ۰       | ۱            | ۱     |            |             |
| شیکاگو استیج                             | ۰       | ۱            | ۱     |            |             |

## لیگ‌های وابسته
- ان بی ای زنان
- لیگ ترقی ان‌بی‌ای (لیگ G)